# 1240
Il 1240 (MCCXL in numeri romani) è un anno bisestile del XIII secolo.

## Eventi
- 15 luglio nella battaglia della Neva il principe russo Aleksandr Nevskij sconfigge le armate svedesi scongiurando al suo paese una invasione su larga scala proveniente dalle regioni scandinave.
- Batu, nipote di Gengis Khan, alla testa dei Tataro-mongoli invade la Rus' di Kiev, conquistando la capitale, e dilagando in Polonia e Valacchia.
- Consacrazione della chiesa di Santa Margherita d'Antiochia a Montici, (Firenze), presso il Pian dei Giullari.
- È completata la costruzione del palazzo arcivescovile di Sens.
- Tommaso d'Aquino entra nell'Ordine dei Domenicani, in contrasto con la volontà del padre.
- Il medico danese Henrik Harpenstreng scrive il Libro delle erbe e delle medicine.
- Guillaume de Lorris completa la prima parte del Roman de la Rose.
- Giovanni Sacrobosco scrive il trattato matematico Algoritmo.
- È composto il canone Sumer is icumen in.
- Sovicille si costituì in libero comune, dotato di propri statuti.
- Federico II di Svevia pone i suoi cinque quesiti delle Questioni siciliane, trattate dal mistico Ibn Sab'in
- Viene fondata l'Università di Siena

## Nati
- 29 settembre - Margherita d'Inghilterra, regina († 1275)
- Spagnolo Abati, giurista italiano († 1292)
- Abramo Abulafia, filosofo e mistico spagnolo († 1291)
- Adenet le Roi, poeta e scrittore francese († 1300)
- Alberto II di Meißen, nobile tedesco († 1314)
- Alberto degli Abati, religioso italiano († 1307)
- Andrea da Segni, religioso italiano († 1302)
- Andronico II di Trebisonda († 1266)
- Papa Benedetto XI, papa, vescovo cattolico e cardinale italiano († 1304)
- Costanza d'Aragona, principessa († 1269)
- Dovmont di Pskov, russo († 1299)
- Elisabetta la Cumana, regina ungherese († 1290)
- Yunus Emre, poeta turco († 1320)
- Guglielmo VII del Monferrato, sovrano italiano († 1292)
- Margherita di Navarra, principessa († 1306)
- Matteo d'Acquasparta, cardinale, teologo e filosofo italiano († 1302)
- Simone VI di Montfort, nobile inglese († 1271)
- Niceforo I d'Epiro († 1296)
- Agostino Novello, religioso italiano († 1309)
- Giovanni Pelingotto, religioso italiano († 1304)
- Umberto I del Viennois, nobile († 1307)
- Ugo di Brienne, conte († 1296)
- Cervotto d'Accursio, giurista italiano († 1287)
- Margherita d'Oingt, mistica francese († 1310)
- Arnaldo da Villanova, medico, alchimista e scrittore spagnolo
- Moses ibn Tibbon, medico, scrittore e traduttore francese († 1283)

## Morti
- 17 gennaio - Isabella di Pembroke, nobile britannica (n. 1200)
- 23 gennaio - Alberto da Pisa, francescano italiano
- 11 aprile - Llywelyn il Grande, principe
- 1º maggio - Jacques de Vitry, predicatore, teologo e storico francese
- 24 maggio - Skule Bårdsson, nobile norvegese (n. 1189)
- 19 giugno - Fujiwara no Hideyoshi, poeta giapponese (n. 1184)
- 24 luglio - Corrado di Turingia, nobile tedesco (n. 1206)
- 4 agosto - Ludmilla di Boemia, nobile boema (n. 1170)
- 31 agosto - Raimondo Nonnato, religioso e santo spagnolo
- 14 novembre - Serapione, religioso e santo inglese (n. 1179)
- 16 novembre - Edmondo di Canterbury, religioso, arcivescovo cattolico e santo inglese (n. 1170)
- 16 novembre - Ibn Arabi, filosofo, mistico e poeta arabo (n. 1165)
- 4 dicembre - Costanza d'Ungheria, nobile ungherese (n. 1180)
- Alessandro di Villedieu, letterato e matematico francese (n. 1175)
- Agnese di Francia, imperatrice bizantina (n. 1171)
- Bertrand de Comps
- Chormagan, generale mongolo
- Guglielmo di Warenne, nobile inglese (n. 1166)
- Metodio II di Costantinopoli, arcivescovo ortodosso bizantino
- Germano II di Costantinopoli, arcivescovo ortodosso bizantino
- Federico di Pettorano, nobile italiano (n. 1212)
- Uthman ibn Abd al-Haqq, sultano
- John Fitzalan, signore di Oswestry, nobile inglese (n. 1200)

## Calendario
| Calendario 1240 | Calendario 1240 | Calendario 1240 | Calendario 1240 | Calendario 1240 | Calendario 1240 | Calendario 1240 | Calendario 1240 | Calendario 1240 | Calendario 1240 | Calendario 1240 | Calendario 1240 | Calendario 1240 | Calendario 1240 | Calendario 1240 | Calendario 1240 | Calendario 1240 | Calendario 1240 | Calendario 1240 | Calendario 1240 | Calendario 1240 | Calendario 1240 | Calendario 1240 | Calendario 1240 | Calendario 1240 | Calendario 1240 | Calendario 1240 | Calendario 1240 | Calendario 1240 | Calendario 1240 | Calendario 1240 | Calendario 1240 | Calendario 1240 |
| --------------- | --------------- | --------------- | --------------- | --------------- | --------------- | --------------- | --------------- | --------------- | --------------- | --------------- | --------------- | --------------- | --------------- | --------------- | --------------- | --------------- | --------------- | --------------- | --------------- | --------------- | --------------- | --------------- | --------------- | --------------- | --------------- | --------------- | --------------- | --------------- | --------------- | --------------- | --------------- | --------------- |
|                 | 1               | 2               | 3               | 4               | 5               | 6               | 7               | 8               | 9               | 10              | 11              | 12              | 13              | 14              | 15              | 16              | 17              | 18              | 19              | 20              | 21              | 22              | 23              | 24              | 25              | 26              | 27              | 28              | 29              | 30              | 31              |                 |
| Gennaio         | Do              | Lu              | Ma              | Me              | Gi              | Ve              | Sa              | Do              | Lu              | Ma              | Me              | Gi              | Ve              | Sa              | Do              | Lu              | Ma              | Me              | Gi              | Ve              | Sa              | Do              | Lu              | Ma              | Me              | Gi              | Ve              | Sa              | Do              | Lu              | Ma              |                 |
| Febbraio        | Me              | Gi              | Ve              | Sa              | Do              | Lu              | Ma              | Me              | Gi              | Ve              | Sa              | Do              | Lu              | Ma              | Me              | Gi              | Ve              | Sa              | Do              | Lu              | Ma              | Me              | Gi              | Ve              | Sa              | Do              | Lu              | Ma              | Me              |                 |                 |                 |
| Marzo           | Gi              | Ve              | Sa              | Do              | Lu              | Ma              | Me              | Gi              | Ve              | Sa              | Do              | Lu              | Ma              | Me              | Gi              | Ve              | Sa              | Do              | Lu              | Ma              | Me              | Gi              | Ve              | Sa              | Do              | Lu              | Ma              | Me              | Gi              | Ve              | Sa              |                 |
| Aprile          | Do              | Lu              | Ma              | Me              | Gi              | Ve              | Sa              | Do              | Lu              | Ma              | Me              | Gi              | Ve              | Sa              | Do              | Lu              | Ma              | Me              | Gi              | Ve              | Sa              | Do              | Lu              | Ma              | Me              | Gi              | Ve              | Sa              | Do              | Lu              |                 |                 |
| Maggio          | Ma              | Me              | Gi              | Ve              | Sa              | Do              | Lu              | Ma              | Me              | Gi              | Ve              | Sa              | Do              | Lu              | Ma              | Me              | Gi              | Ve              | Sa              | Do              | Lu              | Ma              | Me              | Gi              | Ve              | Sa              | Do              | Lu              | Ma              | Me              | Gi              |                 |
| Giugno          | Ve              | Sa              | Do              | Lu              | Ma              | Me              | Gi              | Ve              | Sa              | Do              | Lu              | Ma              | Me              | Gi              | Ve              | Sa              | Do              | Lu              | Ma              | Me              | Gi              | Ve              | Sa              | Do              | Lu              | Ma              | Me              | Gi              | Ve              | Sa              |                 |                 |
| Luglio          | Do              | Lu              | Ma              | Me              | Gi              | Ve              | Sa              | Do              | Lu              | Ma              | Me              | Gi              | Ve              | Sa              | Do              | Lu              | Ma              | Me              | Gi              | Ve              | Sa              | Do              | Lu              | Ma              | Me              | Gi              | Ve              | Sa              | Do              | Lu              | Ma              |                 |
| Agosto          | Me              | Gi              | Ve              | Sa              | Do              | Lu              | Ma              | Me              | Gi              | Ve              | Sa              | Do              | Lu              | Ma              | Me              | Gi              | Ve              | Sa              | Do              | Lu              | Ma              | Me              | Gi              | Ve              | Sa              | Do              | Lu              | Ma              | Me              | Gi              | Ve              |                 |
| Settembre       | Sa              | Do              | Lu              | Ma              | Me              | Gi              | Ve              | Sa              | Do              | Lu              | Ma              | Me              | Gi              | Ve              | Sa              | Do              | Lu              | Ma              | Me              | Gi              | Ve              | Sa              | Do              | Lu              | Ma              | Me              | Gi              | Ve              | Sa              | Do              |                 |                 |
| Ottobre         | Lu              | Ma              | Me              | Gi              | Ve              | Sa              | Do              | Lu              | Ma              | Me              | Gi              | Ve              | Sa              | Do              | Lu              | Ma              | Me              | Gi              | Ve              | Sa              | Do              | Lu              | Ma              | Me              | Gi              | Ve              | Sa              | Do              | Lu              | Ma              | Me              |                 |
| Novembre        | Gi              | Ve              | Sa              | Do              | Lu              | Ma              | Me              | Gi              | Ve              | Sa              | Do              | Lu              | Ma              | Me              | Gi              | Ve              | Sa              | Do              | Lu              | Ma              | Me              | Gi              | Ve              | Sa              | Do              | Lu              | Ma              | Me              | Gi              | Ve              |                 |                 |
| Dicembre        | Sa              | Do              | Lu              | Ma              | Me              | Gi              | Ve              | Sa              | Do              | Lu              | Ma              | Me              | Gi              | Ve              | Sa              | Do              | Lu              | Ma              | Me              | Gi              | Ve              | Sa              | Do              | Lu              | Ma              | Me              | Gi              | Ve              | Sa              | Do              | Lu              |                 |